# Basel III
Basel III (auch: Basler Akkord) ist im Bankwesen die Abkürzung für Eigenkapitalvorschriften, die vom Basler Ausschuss für Bankenaufsicht mit Sitz in Basel im Dezember 2010 in einer vorläufigen Endfassung veröffentlicht wurden; eine Finalisierung erfolgte mit Basel IV. Vorgänger dieser Vorschriften waren Basel I und Basel II.

## Allgemeines
Da es sich um Empfehlungen handelt, müssen die nationalen Regierungen für eine Transformation in nationales Recht sorgen. Das geschieht in der Europäischen Union für alle EU-Mitgliedstaaten durch EU-Verordnungen oder EU-Richtlinien, die in nationales Bankenaufsichtsrecht eingreifen. „Basel I“ wurde im Juli 1988 erstellt und im Januar 1996 durch die „Änderung der Eigenkapitalvereinbarung zur Einbeziehung der Marktrisiken“ erweitert. Ihm folgte im Juni 2004 „Basel II“.
Seit 2013 löst Basel III schrittweise die Basel II genannten Vorläuferregeln ab. Grund der Reform waren Schwächen der bisherigen Bankenregulierung, die durch die Finanzkrise ab 2007 offengelegt wurden.
Im Dezember 2010 wurde die vorläufige Endfassung von Basel III veröffentlicht, danach wurden noch einzelne Aspekte diskutiert. Die Umsetzung in der Europäischen Union erfolgte über eine Neufassung der Eigenkapitalrichtlinie (englisch Capital Requirements Directive, abgekürzt CRD), die am 1. Januar 2014 mit umfassenden Übergangsbestimmungen in Kraft trat. In der Schweiz erfolgte die Umsetzung ab 2013, dort sind insbesondere die Kapitalquoten strenger. Zentrale Elemente von Basel III werden wegen der Corona-Krise erst 2023 (statt 2022) implementiert (BIS release März 2020).

## Inhalt der Reformen
Die Reformen setzen bei der Eigenkapitalbasis und auch bei den Liquiditätsvorschriften an.

### Eigenkapital

#### Erhöhung der Qualität, Konsistenz und Transparenz der Eigenkapitalbasis
Die Finanzkrise zeigte, dass das globale Bankensystem ungenügend qualitativ hochwertiges Eigenkapital besaß. Basel III wurde auf das sogenannte Kernkapital (englisch common equity) fokussiert. Es besteht bei Aktiengesellschaften in erster Linie aus dem eingezahlten Gesellschaftskapital und den Gewinnrücklagen.
Folgende Maßnahmen werden zur Stärkung des Eigenkapitals ergriffen:
- Innovatives Hybridkapital mit Rückzahlungsanreizen, welches unter Basel II bis zu 15 % ausmachen kann, soll nicht mehr als Klasse-1-Kapital akzeptiert werden.
- Klasse-2-Kapital soll harmonisiert werden, das heißt, nationale Definitionen sollen einem internationalen Standard weichen.
- Klasse-3-Kapital soll komplett abgeschafft werden.

Hierbei sind Klasse 1 bis 3 (englisch tier) gemäß der Klassifizierung der Eigenmittel eines Kreditinstituts in Kernkapital, Ergänzungskapital und Drittrangmittel zu verstehen.
Insgesamt sollen zukünftig vor allem solche Eigenkapitalinstrumente vorgehalten werden, die am laufenden Verlust partizipieren. Eigenkapitalinstrumente, die lediglich im Liquidationsfall verfügbar sind (zum Beispiel Nachrangdarlehen) werden an Bedeutung verlieren. Dadurch soll das Fortführungsprinzip (englisch going concern) in den Vordergrund rücken.

#### Verbesserung der Risikodeckung
- Erhöhung der Kapitalanforderungen für Kredit- und Marktrisiken, sowie komplexe Verbriefungen (Säule I)
- Erhöhte Standards für den bankenaufsichtlichen Überprüfungsprozess (Säule II)
- Erhöhte Standards für die Offenlegung (Säule III)
- Überarbeitung der Bestimmungen für das Handelsbuch (noch nicht abgeschlossen)
- Erhöhung der Kapitalanforderungen für Gegenparteienexposures aus Derivat-, Repo- und Wertpapiergeschäften; Reduktion der Prozyklizität und Anreize zur Abwicklung von OTC-Kontrakten über Zentrale Kontrahenten
- Reduktion der Abstützung auf externe Ratings.

#### Einführung einer Verschuldungsquote (Leverage Ratio)
Die Verschuldungsquote (englisch leverage ratio, siehe auch Leverage Ratio) ist eine Alternative zu risikogewichteten Messgrößen. Sie setzt die weitgehend ungewichtete Bilanzsumme ins Verhältnis zum regulatorischen Eigenkapital. Die Begrenzung der Verschuldungsquote soll den Bankensektor vor einer übermäßigen Verschuldung bewahren und somit das Risiko eines destabilisierenden Schuldenaufbaus senken. Damit ergänzt die Verschuldungsquote die Eigenkapitalstandards nach Säule 1.
Die Ausgestaltung der Grenze für die Verschuldungsquote ist noch nicht final verabschiedet. Sie soll erst ab 2018 als verbindliche Mindestgröße gelten. Übergangsweise ist eine Begrenzung der Bilanzsumme auf das 33,3fache des gesamten Kernkapitals (das entspricht fast exakt einem Anteil der Klasse-1-Eigenmittel von 3 % an der Bilanzsumme) vorgesehen. Ab 2015 ist der Verschuldungsgrad der Institute im Rahmen der Offenlegung nach Säule 3 zu publizieren.

#### Reduktion von Prozyklizität und Stärkung von antizyklischen Puffern
Prozyklische Elemente verstärkten die Finanzkrise. Dafür verantwortlich waren insbesondere die Buchhaltungsstandards. Aufgrund der Marktwertansätze nach IFRS und anderen Standards mussten die Institute den Bilanzwert von Wertpapieren und anderen Forderungen zeitnah an die sinkenden Börsenkurse anpassen. Erschwerend kam hinzu, dass nach IAS 39 vor Eintritt des Ausfalls keine Wertberichtigungen („Drohverlustrückstellungen“) gebildet werden durften, welche zumindest in Teilen den resultierenden Verlust in frühere Perioden verlagert und so die Auswirkungen abgeschwächt hätten.
Aus diesem Grund unterstützt das Basler Komitee die Bestrebungen des International Accounting Standards Boards, die Regeln zur Risikovorsorge zu überarbeiten. Details soll der neue Rechnungslegungsstandard IFRS 9 regeln.
Ferner geht Basel III das Problem der Prozyklizität durch die Einführung eines Kapitalerhaltungspuffers sowie eines antizyklischen Eigenkapitalpuffers an. Diese Maßnahmen wirken komplementär zur Risikovorsorge: während höhere Rückstellungen erwartete Verluste auffangen, absorbiert der Eigenkapitalpuffer unerwartete Verluste.
Bei den Kapitalpuffern handelt es sich um weiche Kapitalanforderungen. Kann eine Bank die Pufferanforderungen nicht erfüllen, verliert sie nicht die Banklizenz. Allerdings ist sie hinsichtlich der Gewinnverwendung eingeschränkt. Solange die Puffer nicht eingehalten werden, sind Banken zukünftig verpflichtet, Teile des Gewinns oder sogar den vollen Gewinn einzubehalten, um die Kapitalbasis zu stärken. In diesem Fall können also nur geringere Dividenden gezahlt werden. Auch Tantiemen und Aktienrückkaufprogramme sind von diesen Einschränkungen betroffen.
Der Kapitalerhaltungspuffer soll 2,5 % betragen. Der antizyklische Puffer wird von der nationalen Aufsicht für die Banken ihres Landes festgelegt und soll zwischen 0 und 2,5 % liegen. Änderungen der Höhe werden 12 Monate im Voraus bekannt gegeben. Dadurch soll die Aufsicht ein weiteres Instrument erhalten, um konjunkturelle Überhitzungen und übermäßige Kreditvergabe zu verhindern.
Die Kapitalanforderungen der Kapitalpuffer sind mit hartem Kernkapital zu erfüllen (Klasse 1).

#### Systemische Risiken und gegenseitige Geschäftsbeziehungen
Während prozyklische Effekte die Finanzkrise verstärkten, trugen die stark ausgeprägten gegenseitigen Geschäftsbeziehungen (Zitat: „übermäßige Vernetzung“) unter den systemrelevanten Banken zur Ausbreitung der Krise bei. Deshalb entwickelt der Basler Ausschuss zusammen mit dem Financial Stability Board (FSB) spezielle Anforderungen für systemrelevante Banken. Die Arbeiten richten sich nach dem Zeitplan des FSB.
Zu den schon beschlossenen Maßnahmen, welche systemische Risiken senken und die übermäßige Vernetzung reduzieren sollen, gehören folgende:
- Kapitalanreize für Banken, OTC-Derivatgeschäfte über zentrale Gegenparteien abzuwickeln
- Höhere Kapitalanforderungen für Handels- und Derivatgeschäfte sowie für Verbriefungen und außerbilanzielle Geschäfte
- Höhere Kapitalanforderungen für Interbankgeschäfte

### Liquidität
Die Finanzkrise hatte gezeigt, dass eine adäquate Liquiditätssituation entscheidend für das Funktionieren der Märkte und des Bankensektors ist. Die verschlechterte Marktsituation ließ Liquidität plötzlich verschwinden, was den Bankensektor in Refinanzierungsnöte brachte. Zentralbanken rund um den Globus sahen sich daraufhin gezwungen, mit liquiditätszuführenden Maßnahmen einzugreifen.
Als Antwort auf diese Schwächen im Finanzsystem erstellte der Basler Ausschuss grundlegende Prinzipien für das Liquiditätsmanagement und dessen Überwachung. Außerdem schlägt der Ausschuss zwei neue quantitative Mindeststandards mit unterschiedlichen Risikohorizonten vor.

#### Liquiditätsdeckungsquote
Die Liquiditätsdeckungsquote oder Liquiditätsquote (LCR) soll gewährleisten, dass globale Banken im Falle eines vordefinierten Stressszenarios genügend kurzfristige Liquidität halten, um Barabflüsse einen Monat lang kompensieren zu können. Dazu müssen die Banken liquide und frei verfügbare Anlagen hoher Qualität halten, welche auch in Krisenzeiten verkäuflich sind. Idealerweise sollten sie von einer Zentralbank als Sicherheiten akzeptiert werden.

#### Strukturelle Liquiditätsquote
Die strukturelle Liquiditätsquote (NSFR) verlangt von den Banken, dass sie in Abhängigkeit vom Fälligkeitsprofil ihrer Forderungen über langfristige Finanzierungsquellen verfügen. Die NSFR soll verhindern, dass sich die Banken zu stark auf kurzfristige Finanzierungsquellen verlassen.

### Übergangsphase
Die Übergangsphase sieht eine schrittweise Umsetzung der Reformen vor. Sie soll es den Banken ermöglichen, die Reformen gemäß Basel III durch einbehaltene Gewinne und Kapitalerhöhungen umzusetzen, ohne deren Kreditvergabe an die übrige Wirtschaft zu gefährden. Die folgende Tabelle enthält Details dazu (siehe Annex 4 von Basel III: A global regulatory framework for more resilient banks and banking systems).
|                                                                                          | 2011              | 2012              | 2013                                             | 2014                                             | 2015                                             | 2016                                             | 2017                                             | 2018                                             | 1. Januar 2019                                   |
| Verschuldungsgrenze (Leverage Ratio)                                                     | Überwachungsphase | Überwachungsphase | Parallelbetrieb                                  | Parallelbetrieb                                  | Parallelbetrieb                                  | Parallelbetrieb                                  |                                                  | Übernahme nach Säule 1                           |                                                  |
| Mindestkernkapitalrate (Common Equity Capital Ratio)                                     |                   |                   | 3,5 %                                            | 4,0 %                                            | 4,5 %                                            | 4,5 %                                            | 4,5 %                                            | 4,5 %                                            | 4,5 %                                            |
| Kapitalerhaltungspuffer                                                                  |                   |                   |                                                  |                                                  |                                                  | 0,625 %                                          | 1,25 %                                           | 1,875 %                                          | 2,5 %                                            |
| Minimum Kernkapital plus Kapitalerhaltungspuffer                                         |                   |                   | 3,5 %                                            | 4,0 %                                            | 4,5 %                                            | 5,125 %                                          | 5,75 %                                           | 6,375 %                                          | 7,0 %                                            |
| Stufenweiser Aufbau der Abzüge vom Kernkapital Tier 1                                    |                   |                   |                                                  | 20 %                                             | 40 %                                             | 60 %                                             | 80 %                                             | 100 %                                            | 100 %                                            |
| Minimum gesamtes Tier 1-Kapital                                                          |                   |                   | 4,5 %                                            | 5,5 %                                            | 6,0 %                                            | 6,0 %                                            | 6,0 %                                            | 6,0 %                                            | 6,0 %                                            |
| Minimum Gesamtkapital (Tier 1+2)                                                         |                   |                   | 8,0 %                                            | 8,0 %                                            | 8,0 %                                            | 8,0 %                                            | 8,0 %                                            | 8,0 %                                            | 8,0 %                                            |
| Minimum Gesamtkapital plus Kapitalerhaltungspuffer                                       |                   |                   | 8,0 %                                            | 8,0 %                                            | 8,0 %                                            | 8,625 %                                          | 9,25 %                                           | 9,875 %                                          | 10,5 %                                           |
| Kapitalinstrumente, die nicht mehr als Tier 1 oder Tier 2-Kapital anerkannt werden       |                   |                   | stufenweiser Abbau über einen 10-Jahres Horizont | stufenweiser Abbau über einen 10-Jahres Horizont | stufenweiser Abbau über einen 10-Jahres Horizont | stufenweiser Abbau über einen 10-Jahres Horizont | stufenweiser Abbau über einen 10-Jahres Horizont | stufenweiser Abbau über einen 10-Jahres Horizont | stufenweiser Abbau über einen 10-Jahres Horizont |
| Antizyklischer Kapitalpuffer (individuelle Festlegung durch nationale Aufsichtsbehörden) |                   |                   |                                                  |                                                  |                                                  | 0 % – 0,625 %                                    | 0 % – 1,25 %                                     | 0 % – 1,875 %                                    | 0 % – 2,5 %                                      |
|                                                                                          |                   |                   |                                                  |                                                  |                                                  |                                                  |                                                  |                                                  |                                                  |
| Liquidity Coverage Ratio (LCR)                                                           | Beobachtungsphase | Beobachtungsphase | Beobachtungsphase                                | Beobachtungsphase                                | Mindeststandard                                  | Mindeststandard                                  | Mindeststandard                                  | Mindeststandard                                  | Mindeststandard                                  |
| Net Stable Funding Ratio                                                                 | Beobachtungsphase | Beobachtungsphase | Beobachtungsphase                                | Beobachtungsphase                                | Beobachtungsphase                                | Beobachtungsphase                                | Beobachtungsphase                                | Mindeststandard                                  | Mindeststandard                                  |

Da sich die politische Beschlussfassung auf EU-Ebene verzögerte, ist das erste Jahr der Übergangsfrist entfallen. Seit dem Inkrafttreten zum 1. Januar 2014 gelten somit dennoch die für 2014 vorgesehenen Werte.

## Einordnung

### Ziel der Reform
Im Kern der Reform steht das Ziel einer Balance zwischen einem stabileren Finanzsystem und der Vermeidung einer Kreditverknappung, außerdem die Begrenzung und Reduzierung der Haftung der öffentlichen Hand und der Steuerzahler.
Ökonomen der Bank für Internationalen Zahlungsausgleich gehen nach einer Studie von nur geringen dämpfenden Effekten auf die Volkswirtschaften aus.

### Kritik
Wie schon bei Basel II wurden die geplanten neuen Regeln von den Banken kritisch beurteilt. Neben der bekannten Furcht vor höheren Eigenkapitalunterlegungsvorschriften (Eigenkapitalquoten) standen dabei vor allem die Änderungen bezüglich der Konsolidierungspflicht von Tochterunternehmen und der daraus resultierenden Konsequenzen im Vordergrund. So wurde unter anderem befürchtet, die zehn größten deutschen Banken müssten 105 Milliarden Euro an zusätzlichem Eigenkapital aufbringen und Kredite im Wert von bis zu 1.000 Milliarden Euro abbauen. Umstritten war zunächst auch, was neben Stammaktien und einbehaltenen Gewinnen als Eigenkapital anerkannt werden soll. Bei den deutschen Instituten geht es dabei um die so genannten stillen Reserven.
Einige Ökonomen bezweifelten, dass die Konzentration auf Liquiditäts- und Eigenkapitalvorschriften effektiv helfe. Der beim IWF tätige Ökonom Raihan Zamil sieht Basel III als Verbesserung, elementarer sei aber eine solide Auswahl der Vermögenswerte und der Bewertungsstandards. Dies erfordere hingegen ein gutes Risikomanagement der Banken und durchsetzungsfähige Aufsichtsbehörden.
Die Ökonomen Martin Hellwig und Anat R. Admati kritisieren die zu niedrigen Eigenkapitalquoten der Basel-III-Regulierung. Nötig sei eine Eigenkapitalquote im Verhältnis zu den gesamten Bankenaktiva von 20–30 Prozent für ein sicheres Finanzsystem. Auch kritisieren sie den „Basel-Ansatz“, der Eigenkapitalanforderungen im Verhältnis zu den risikogewichteten Aktiva vorschreibt. Dadurch würden Banken kaum Eigenkapital vorhalten.
Um kleine Banken bei der Kreditgewährung nicht zu benachteiligen, gilt für Banken, deren Bilanzsumme 5 Mrd. Euro nicht übersteigt, eine vereinfachte Berechnung der NSFR-Anforderungen (simplified NSFR, Artikel 428ai ff CRR).

## Beschlüsse
Für den 12. September 2010 wurde eine beschließende Ausschusssitzung einberufen.
Auf dem G-20-Gipfel der wichtigsten Wirtschaftsnationen in Korea wurde Basel III grundsätzlich verabschiedet. Am 16. Dezember 2010 hat der Basler Ausschuss einen ausformulierten Regeltext veröffentlicht.
Die Umsetzung erfolgte in Europa über eine Anpassung der Eigenkapitalrichtlinie (CRD). Wesentliche Bestimmungen sind in der Kapitaladäquanzverordnung (CRR) enthalten. Hierbei handelt es sich um eine EU-Verordnung, die unmittelbar gilt und daher nicht mehr in nationales Recht umgesetzt werden muss. Die angepasste Eigenkapitalrichtlinie („CRD IV“) und die Kapitaladäquanzverordnung traten zum 1. Januar 2014 in Kraft und ersetzen in weiten Teilen die bisherigen nationalen Bestimmungen zu den Eigenmittelanforderungen.

## „Basel IV“
Im Bankenjargon gibt es bereits seit Dezember 2017 ein Basel IV, das jedoch offiziell „Basel III: Finalising post-crisis reforms“ (deutsch „Abschluss der Reformen nach der Krise“) heißt und ab 2023 in nationales Recht umgesetzt werden soll. Es handelt sich um regulatorische Neuerungen des Baseler Ausschusses für Bankenaufsicht, die bislang noch nicht (vollständig) in die Kapitaladäquanzverordnung (CRR) und Eigenkapitalrichtlinie (CRD) eingeflossen sind.
Im Oktober 2021 stellte die EU-Kommission einen Entwurf zur Umsetzung der neuen Regelungen in der EU vor. Hierzu soll insbesondere die CRR erneut angepasst werden. Die Vorschläge der EU-Kommission orientieren sich an den Basler Beschlüssen, weichen jedoch in verschiedenen Details ab. Wichtigster Unterschied ist das Inkrafttreten, das erst für 2025 vorgesehen ist.